# ABA Coach of the Year Award
L'ABA Coach of the Year Award fu un premio conferito dalla American Basketball Association al miglior allenatore della stagione ABA dal 1967-1968 al 1975-1976.

## Vincitori
|  | Eletto nella Basketball Hall of Fame come allenatore |

| Stagione  | Allenatore       | Nazionalità | Squadra           | Record |
| --------- | ---------------- | ----------- | ----------------- | ------ |
| 1967-1968 | Vince Cazzetta   | Stati Uniti | Pittsburgh Pipers | 54-24  |
| 1968-1969 | Alex Hannum*     | Stati Uniti | Oakland Oaks      | 60-18  |
| 1969-1970 | Bill Sharman     | Stati Uniti | Los Angeles Stars | 43-41  |
| 1969-1970 | Joe Belmont      | Stati Uniti | Denver Rockets    | 42-14  |
| 1970-1971 | Al Bianchi       | Stati Uniti | Virginia Squires  | 55-29  |
| 1971-1972 | Tom Nissalke     | Stati Uniti | Dallas Chaparrals | 42-42  |
| 1972-1973 | Larry Brown*     | Stati Uniti | Carolina Cougars  | 57-27  |
| 1973-1974 | Babe McCarthy    | Stati Uniti | Kentucky Colonels | 53-31  |
| 1973-1974 | Joe Mullaney     | Stati Uniti | Utah Stars        | 51-33  |
| 1974-1975 | Larry Brown* (2) | Stati Uniti | Denver Nuggets    | 65-19  |
| 1975-1976 | Larry Brown* (3) | Stati Uniti | Denver Nuggets    | 60-24  |